# Єльська школа драми
Єльська школа драми — вища школа, структурний підрозділ Єльського університету, що здійснює підготовку в царині дизайну (сценографія, дизайн костюмів, світлове оформлення, дизайн проєкції), драматургії, режисури, звукового дизайну та управління театром.

## Історія

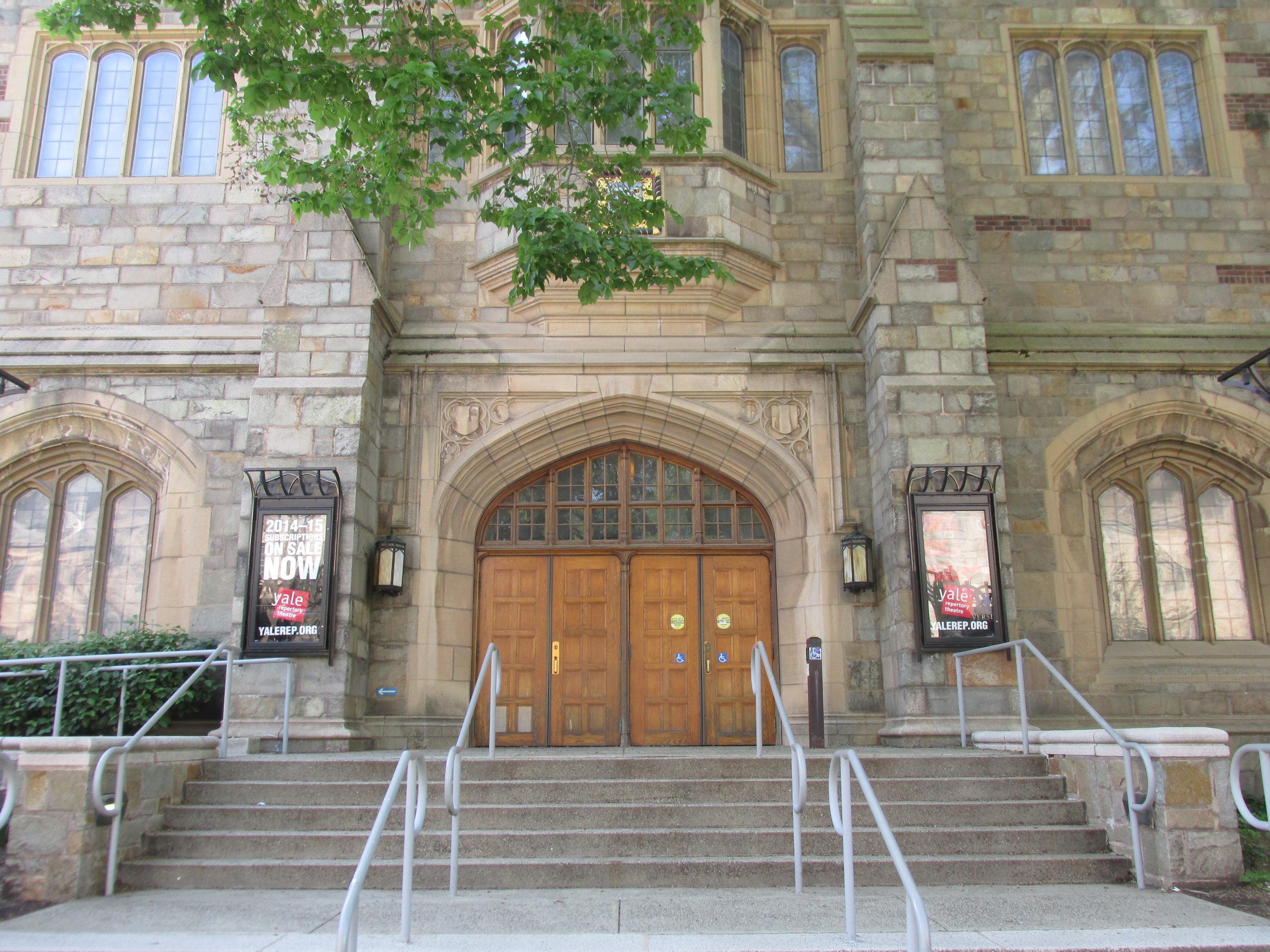
Єльський репертуарний театр

У 1924 році при Єльському університетті була заснована драматична школа при фінансовій підтримці американського філантропа Едварда Гаркнесса. 
Джордж Персе Бейкер був першим директором школи драми. У 1925 році було набрано перших студентів, які закінчили школу драми у 1931 році. 
Школа діє у партнерстві з Єльським репертуарним театром, який також розташований у Ню-Гейвені.

## Академічні ступені
У школі драми можна здобути наступні ступені:
- Доктор мистецтва
- Магістр образотворчого мистецтва
- Магістр ділового адміністрування

## Відомі випускники
- Алан Бакстер
- Анджела Бассетт
- Кріс Бауер
- Ділан Бейкер
- Девід Браян Вудсайд
- Браян Деннегі
- Пол Джаматті
- Еліа Казан
- Ейжа Наомі Кінґ
- Стейсі Кіч
- Патрісія Кларксон
- Санаа Латан
- Френсіс Мак-Дорманд
- Делберт Манн
- Люпіта Ніонґо
- Кріс Нот
- Том Нунан
- Пол Ньюман
- Барбара О'Ніл
- Сара Рафферті
- Борис Саґал
- Меріл Стріп
- Джон Туртурро
- Сіґурні Вівер
- Ерні Гадсон
- Кетрін Ган
- Голлі Гантер
- Джулі Гарріс
- Тоні Шалуб
- Лев Шрайбер
- Брайан Тайрі Генрі
- Марк Тревіс